# Contea di Adair (Missouri)
La contea di Adair (in inglese Adair County) è una contea nella parte nordorientale dello Stato del Missouri, negli Stati Uniti. La popolazione al censimento del 2020 era di 25 314 abitanti. Il capoluogo di contea è Kirksville. Al 1º luglio 2021, la previsione per la popolazione della contea è di 25 185, con una variazione di -0,5%. Il capoluogo di contea è Kirksville. La contea venne prima colonizzata da migranti del Kentucky e venne organizzata il 29 gennaio 1841. La Contea di Adair comprende l'area statistica micropolita di Kirksville (Missouri).

## Storia
Il primo insediamento permanente nella Contea si Adair cominciò nel 1829. Molti dei primi coloni provenivano dalla Contea di Adair, nel Kentucky, che diede poi il nome alla contea del Missouri. La contea prese il nome da John Adair, un rispettabile Governatore del Kentucky. Questo avvenne 25 anni dopo l'acquisto della Louisiana, sette anni dopo che il Missouri venisse riconosciuto come Stato, e quattro anni dopo che le tribù native americane Sac e Fox rinunciassero alle loro pretese sulla terra. L'insediamento originario era chiamato "Cabins of White Folks" (lett. le cabine dei bianchi) o semplicemente "The Cabins" (lett. le cabine), ed era a sei miglia (9,7 km) ad ovest rispetto all'odierna Kirksville lungo il fiume Chariton.

### La guerra di Grande Collo
Nel luglio del 1829, un grande gruppo di nativi americani Iowa, guidati da Capo Grande Collo (Chief Big Neck), ritornarono ai loro precedenti terreni di caccia violando il trattato. Uno dei cani degli Iowa uccise un maiale, e alcuni membri della tribù minacciarono (o insultarono, secondo alcune fonti) le donne bianche. I coloni mandarono messaggeri verso sud nelle contee di Randolph e di Macon per chiedere aiuto. Il capitano William Trammell rispose con un gruppo di circa due dozzine di uomini per aiutarli. Prima che arrivassero, gli Iowa avevano lasciato l'area e avevano risalito il Chariton verso l'attuale Contea di Schuyler. Le truppe di Trammell, rinforzate da diversi uomini provenienti da "The Cabins", inseguirono e raggiunsero gli Iowa in un luogo chiamato Battle Creek, uccidendo diversi nativi americani, inclusi il fratello e la cognata di Grande Collo e il loro figlio. Il gruppo di Trammell perse tre uomini nella battaglia, compreso lo stesso capitano Trammell, e un'altra persona morì per le ferite riportate poco dopo. I bianchi superstiti tornarono alle "cabine", presero donne e bambini, e si spostarono a sud verso l'insediamento di Huntsville nella Contea di Randolph. Successivamente, un gruppo di soldati guidati dal generale John B. Clark inseguirono e catturarono Grande Collo e i suoi il 31 marzo 1890. Molti di loro evasero poco dopo dalla prigione e scapparono nell'attuale Iowa; ad ogni modo, Grande Collo e gli altri rimasti vennero mandati a processo da un grand jury convocato nella contea di Randolph. Il jury disse, a proposito del 31 marzo 1830: "Dopo avere esaminato tutti i testimoni, e considerando le accuse per le quali questi Indiani Iowa sono sotto processo, noi li consideriamo non colpevoli, e devono essere liberati all'istante." L'assoluzione di Grande Collo sembrava avere portato la guerra ad una conclusione pacifica, anche se non facile. Pochi mesi dopo, dei coloni bianchi tornarono alle "cabine" in numero maggiore rispetto a prima, e questa volta per restare in maniera permanente. Lo scoppio della guerra di Falco Nero nel 1832 portò nuovo sbigottimento tra i primi coloni sebbene tutti i conflitti fossero lontani centinaia di miglia negli attuali Stati dell'Illinois e Wisconsin. Per placare le paure, vennero mandate delle truppe militari e vennero costruiti due piccoli fortini. Uno, Fort Clark, era su un altipiano vicino alle "cabine". Diverse miglia a nordest, un altro distacco di truppe costruì Fort Matson. Dopo mesi durante i quali non ci furono azioni ostili da parte dei nativi americani nella Contea di Adair, entrambi i fortini vennero abbandonati. Il sito di Fort Clark oggi è segnalato da un grosso masso e una targa, mentre il sito di Fort Matson divenne poi il terreno di una chiesa e il suo nome venne storpiato in Fort Madison (da non confondere con la città in Iowa). Rimane ancora il cimitero di Fort Matson/Madison.

### Tribunale
Il tribunale della Contea di Adair è una struttura romanica nel centro della piazza di Kirksville che venne completato nel 1899. L'architetto fu Robert G. Kirsch che successivamente progettò anche i tribunali delle contee di Carroll, Polk, Vernon e Cooper. La contea non ha avuto un tribunale dal 1865 al 1899, svolgendo le funzioni in quartieri temporaneamente affittati o vicino alla piazza. I votanti della contea infine approvarono un'obbligazione nel 1897 per costruire l'attuale tribunale dopo quattro tentativi falliti tra il 1872 e il 1896. Il tribunale venne iscritto sul National Register of Historic Places (lett. registro nazionale dei luoghi storici) nel 1978.

## Geografia
Secondo l'Ufficio del censimento americano, la contea si estende per 1 470 km2, dei quali 1 470 km2 sono di terra e 5,4 km2 sono di acqua (lo 0,4%).

### Contee adiacentis
- Contea di Putnam (nordovest)
- Contea di Schuyler (nord)
- Contea di Scotland (nordest)
- Contea di Knox (est)
- Contea di Macon (sud)
- Contea di Linn (sudovest)
- Contea di Sullivan (ovest)

### Principali autostrade
- U.S. Route 63
- Route 3
- Route 6
- Route 11
- Route 149

## Evoluzione demografica
Secondo il censimento del 2000, c'erano 24 977 persone, 9 669 abitazioni, e 5 346 famiglie residenti nella contea. La densità di popolazione era di 44 persone per miglio quadrato (17 per km2). C'erano 1 082 unità abitative ad una densità media di 19 per miglio quadrato (7 su km2). La popolazione della contea era formata per il 95,82% da bianchi, per l'1,20% da persone di colore o afro-americani, per lo 0,26% da nativi americani, per l'1,39% da asiatici, per lo 0,05% da isolani del Pacifico, per lo 0,41% da altre razze, e per lo 0,88% da due o più razze. Approssimativamente l'1,26% della popolazione era ispanico o americo-latino di qualsiasi razza.
C'erano, 9 669 abitazioni, delle quali il 25,20% aveva bambini sotto i 18 anni che vivevano con loro, il 45,50% erano coppie spossate che vivevano insieme, il 7,20% avevano una proprietaria senza un marito presente, e il 44,70% non erano famiglie. Il 31,50% di tutte le abitazioni erano abitate da individui, e nel 10,50% abitavano da soli anziani oltre i 65 anni.
Nella contea, il 19,20% della popolazione aveva meno di 18 anni, il 27,40% tra i 18 e i 24 anni, il 22,80% tra i 25 e i 44 anni, il 18,40% tra i 45 e i 64 anni, e il 12,30% sopra i 64 anni. L'età media era di 28 anni. Per ogni 100 donne c'erano 88,20 uomini. Per ogni 100 donne di almeno 18 anni, c'erano 84,50 uomini.
Il reddito medio di un'abitazione nella contea era di $ 26 677, e il reddito medio per una famiglia era di $ 38 085. Gli uomini avevano un reddito medio di $ 26 323 contro i $ 21 837 delle donne. Il reddito pro capite per la contea era di $ 15 484. Circa l'11,90% delle famiglie e il 23,30% della popolazione era al di sotto della soglia di povertà, inclusi il 16,80% degli under 18 e il 12,00% degli over 65.

## Società

### Religione
Secondo l'Association of Religion Data Archives County Membership Report (2010), la Contea di Cass è vista a volte come sul confine settentrionale della Bible Belt, con i protestanti evangelici come religione dominante. Le confessioni predominanti tra i residenti della Contea di Cass che aderiscono ad una religione sono Southern Baptist (19,73%), metodisti uniti (14,27%) e cattolici (12,72%).

## Comunità

### Città
- Brashear
- Greentop (per la maggior parte nella Contea di Schuyler)
- Kirksville (capoluogo di contea)
- Novinger

### Villaggi
- Gibbs
- Millard

### Comunità non incorporate
- Adair
- Bullion
- Clay
- Connelsville
- Danforth
- Fegley
- Nind
- Nineveh
- Paultown
- Ringo Point
- Shibleys Point
- Sperry
- Stahl
- Sublette
- Troy Mills
- Willmathsville
- Yarrow
- Youngstown

### Municipalità
La Contea di Adair è suddivisa in dieci municipalità (township):
- Benton
- Clay
- Liberty
- Morrow
- Nineveh
- Pettis
- Polk
- Salt River
- Walnut
- Wilson